# Bludný balvan Tworków
Bludný balvan Tworków, polsky głaz narzutowy Tworków, je bludný (eratický) balvan a také památník, který se nachází na náměstí (ulice Główna) ve vesnici Tworków u česko-polské státní hranice, ve gmině Krzyżanowice v okrese Ratiboř (powiat Raciborski) ve Slezském vojvodství (województwo Śląskie) v Polsku. Místo je celoročně volně přístupné.

## Další informace
Bludný balvan byl v době ledové přírodním procesem dopraven na místo ledovcem z Fennoskandinávie.

Na balvanu je umístěna deska s polským nápisem:
| „ | Tu bije serce Tworkowa | “ |

v překladu
| „ | Tu bije srdce Tvorkova | “ |

## Galerie

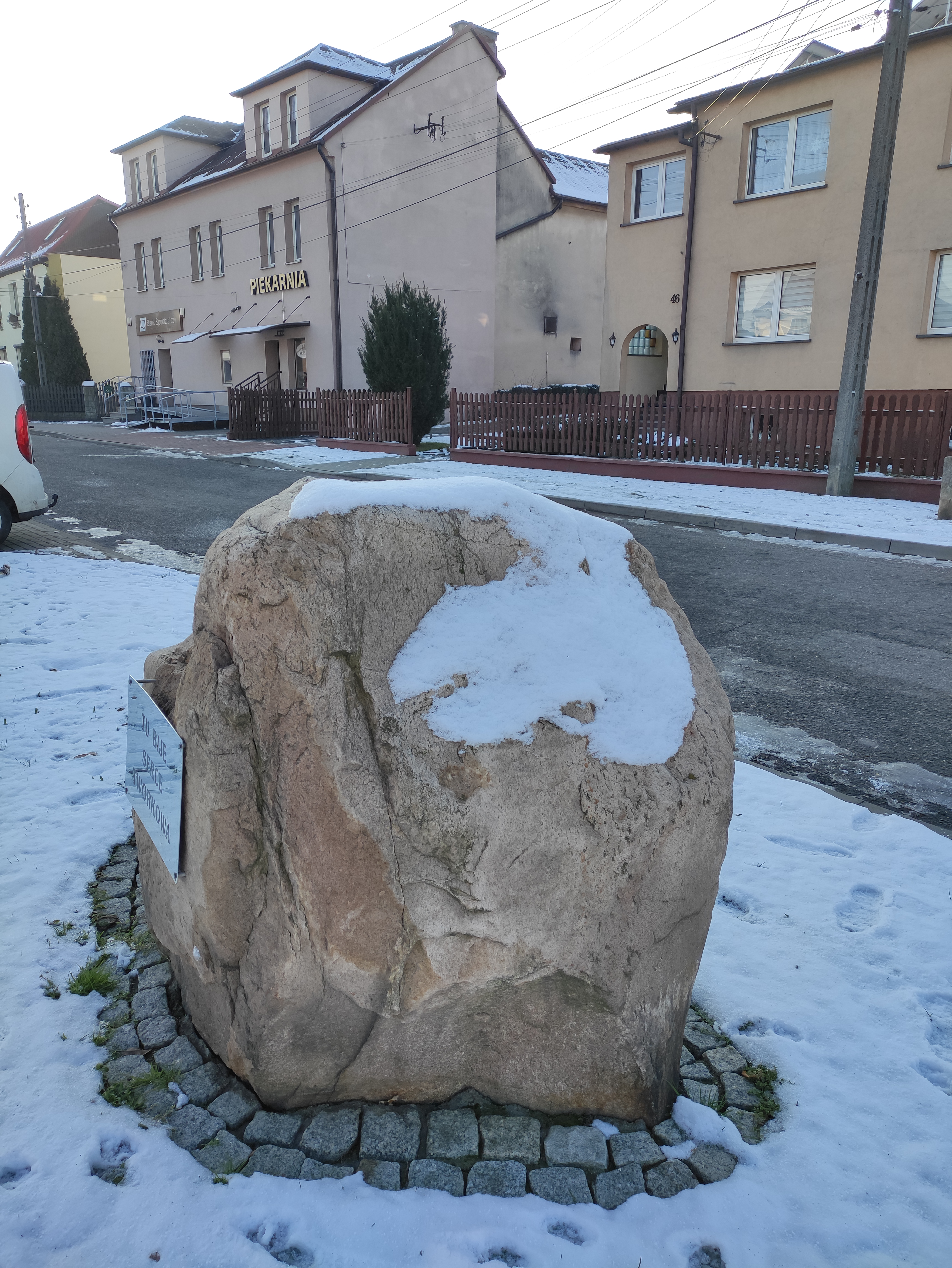
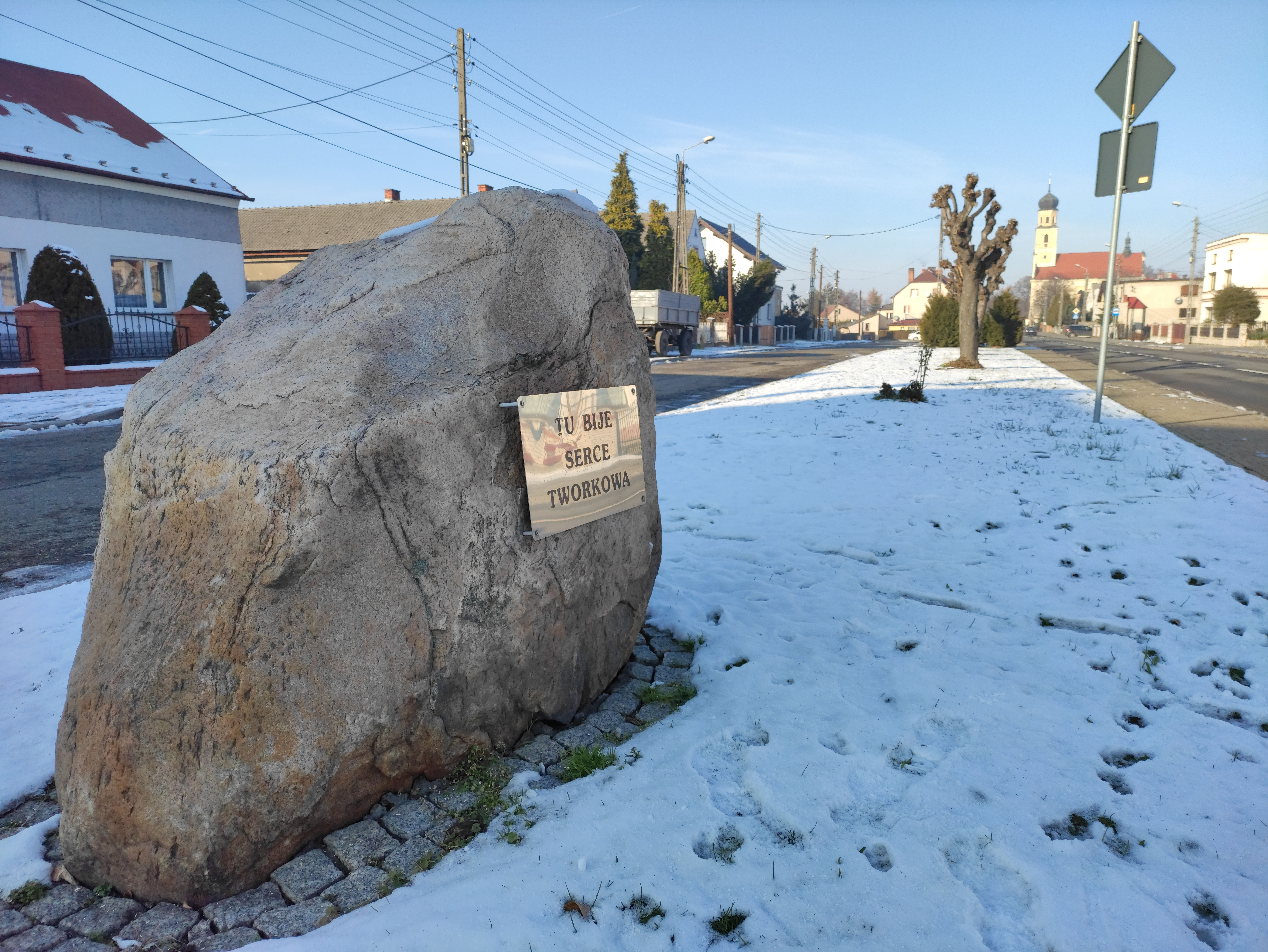